# Processo di Sachsenhausen
Il processo di Sachsenhausen (ufficialmente processo di Berlino), è stato un processo per crimini di guerra tenuto nella zona di occupazione sovietica davanti a un tribunale militare sovietico (SMT) contro i membri del personale del campo di concentramento di Sachsenhausen. Questo processo ha avuto luogo dal 23 ottobre al 1 novembre 1947 nel municipio di Pankow sulla base giuridica della legge n. 10 del Consiglio di controllo. L'ultimo comandante del campo di concentramento di Sachsenhausen e dodici membri del suo staff, un funzionario pubblico e due ex funzionari carcerari sono stati accusati di crimini di guerra e crimini contro l'umanità. Il processo si è concluso con 16 condanne: oltre a 14 ergastoli, sono state comminate due condanne a quindici anni di carcere. Il processo di Sachsenhausen, uno dei pochi processi pubblici del tribunale militare sovietico, fu un processo farsa stalinista.

## Preparativi
Dopo la liberazione dal nazionalsocialismo, le autorità militari britanniche consegnarono alle autorità sovietiche almeno dodici degli imputati che erano sotto la loro custodia, comprese le numerose prove ed il materiale investigativo, entro il settembre 1946. Due funzionari carcerari e un civile, tutti accusati, erano in custodia sovietica dal 1945. In totale, almeno 30 membri del personale del campo di Sachsenhausen erano internati sovietici.
Poiché inizialmente non era chiaro se il processo si sarebbe svolto anche in un tribunale tedesco, la Procura del Brandeburgo avviò un'indagine parallela in merito. Inoltre, le autorità sovietiche hanno svolto indagini approfondite, in particolare sull'uccisione delle migliaia di prigionieri di guerra sovietici nel campo di Sachsenhausen. Il 10 dicembre 1946 fu infine deciso di condurre un processo pubblico contro 16 imputati davanti a un SMT e di condurre processi non pubblici contro gli altri accusati. Il motivo che ha portato le alte sfere sovietiche alla decisione di una selezione degli imputati per un processo pubblico era probabilmente non solo dovuto alla gravità dei reati, ma anche per la funzione e la familiarità degli imputati. I preparativi per il processo furono intensificati nel dicembre 1946 e gli accusati furono sottoposti ad intensi interrogatori. In precedenza era stato girato il filmato Todeslager Sachsenhausen (Campo di sterminio di Sachsenhausen) proprio nell'ex campo di concentramento, che sarebbe poi servito come prova nel processo.
Prima dell'inizio del processo di Sachsenhausen, gli ultimi imputati furono trattenuti come prigionieri sotto custodia cautelare nel campo speciale di Sachsenhausen. Nel corso dei preparativi per il processo, gli accusati sono stati interrogati intensamente, i testimoni confrontati e preparati per la loro testimonianza in tribunale da esperti di interrogatori sovietici al fine di garantire un "processo regolare" secondo gli standard sovietici.

## Basi legali
Originariamente era previsto di celebrare il processo secondo l'Ukaz 43. A causa dell'effetto sulla politica estera, e su raccomandazione del Ministero della Giustizia sovietico, è stata determinata una procedura secondo la legge n. 10 del Consiglio di controllo.

### Atto d'accusa
Gli accusati erano, tra l'altro, 13 ex membri del personale del campo SS del campo di concentramento di Sachsenhausen: l'ultimo comandante del campo, il medico in loco, i leader del secondo e terzo campo di custodia protettiva, il capo dell'impiego di lavoro, il responsabile della costruzione delle celle, il capo del campo satellite Klinkerwerk, un capogruppo e cinque capi blocco. Inoltre, furono accusati anche due funzionari prigionieri di Sachsenhausen e il civile Brennscheid, il quale come funzionario del Ministero dell'Economia del Reich era a capo del dipartimento di ispezione delle scarpe nel campo. In questa funzione, era responsabile di un distaccamento di 180 prigionieri che caricava le scarpe della Wehrmacht per undici ore al giorno a 40 km di distanza. Come risultato di questo sforzo, molti prigionieri morirono per sfinimento o crollarono per i maltrattamenti perpetrati da Brennscheid. Il funzionario prigioniero Sakowski era conosciuto come il "carnefice di Sachsenhausen" perché era presente alle esecuzioni dei compagni di prigionia e il brutale Kapo Zander era schierato nel crematorio del campo.
Le accuse erano basate sui crimini di guerra e sui crimini contro l'umanità. La maggior parte dei membri del personale del campo delle SS furono accusati di aver partecipato all'omicidio dei prigionieri di guerra sovietici, e tutti gli accusati furono anche accusati di essere corresponsabili del regime criminale del campo. Anche il medico del sito Baumkötter è stato coinvolto in esperimenti medici sui prigionieri.

### Corte
Il tribunale militare sovietico era composto da avvocati militari sovietici esperti. Il tenente colonnello Majorow ha assunto la presidenza del tribunale militare sovietico nel processo. I pubblici ministeri erano il procuratore F. Beljaev e il suo vice Nikolaj Kotlyar. Agli imputati furono assegnati degli avvocati sovietici.

## Esecuzione del processo
Il 23 ottobre 1947 iniziò il processo di Sachsenhausen nel municipio di Pankow contro 16 imputati davanti a un tribunale militare sovietico. Questo processo è stato uno dei pochi processi SMT gestiti pubblicamente: oltre ai rappresentanti della stampa internazionale, il pubblico comprendeva anche personalità come Wilhelm Pieck, Anna Seghers e Otto Grotewohl. Il fulcro del procedimento penale fu l'omicidio di massa di oltre 10.000 prigionieri di guerra sovietici nell'autunno del 1941 all'interno del campo: per il procedimento, sono stati convocati in totale 27 testimoni, 17 dei quali hanno testimoniato. La procedura è stata completata in pochi giorni; proposto l'atto d'accusa, furono assunte prove e memorie, infine il 1º novembre 1947 fu emessa la sentenza.
I verdetti sono stati 14 ergastoli ai lavori forzati e due condanne a quindici anni, sempre ai lavori forzati. I verdetti si sono basati principalmente sulle ampie confessioni degli imputati e meno sui risultati delle indagini.

### Le 16 sentenze in dettaglio
| Imputato            | Funzione                                              | Rango                                             | Giudizio                    |
| ------------------- | ----------------------------------------------------- | ------------------------------------------------- | --------------------------- |
| Anton Kaindl        | Comandante del campo                                  | SS-Standartenführer                               | Ergastolo ai lavori forzati |
| Heinz Baumkötter    | Medico del campo                                      | SS-Hauptsturmführer                               | Ergastolo ai lavori forzati |
| August Höhn         | 2. Schutzhaftlagerführer                              | SS-Untersturmführer                               | Ergastolo ai lavori forzati |
| Michael Körner      | 3. Schutzhaftlagerführer                              | SS-Obersturmführer                                | Ergastolo ai lavori forzati |
| Gustav Sorge        | Rapportführer                                         | SS-Hauptscharführer                               | Ergastolo ai lavori forzati |
| Kurt Eccarius       | Responsabile costruzione celle                        | SS-Hauptscharführer                               | Ergastolo ai lavori forzati |
| Horst Hempel        | Capo blocco e impiegato del campo                     | SS-Hauptscharführer                               | Ergastolo ai lavori forzati |
| Ludwig Rehn         | Capo del dipartimento per l'impiego del lavoro        | SS-Hauptscharführer                               | Ergastolo ai lavori forzati |
| Fritz Ficker        | Capo blocco                                           | SS-Oberscharführer                                | Ergastolo ai lavori forzati |
| Wilhelm Schubert    | Capo blocco                                           | SS-Oberscharführer                                | Ergastolo ai lavori forzati |
| Heinrich Fressemann | Direttore della Klinkerwerkes                         | SS-Scharführer                                    | Ergastolo ai lavori forzati |
| Manne Saathoff      | Capo blocco                                           | SS-Unterscharführer                               | Ergastolo ai lavori forzati |
| Martin Knittler     | Capo blocco                                           | SS-Rottenführer                                   | Ergastolo ai lavori forzati |
| Paul Sakowski       | Kapo                                                  | Funzionario prigioniero                           | Ergastolo ai lavori forzati |
| Karl Zander         | Blockältester                                         | Funzionario prigioniero                           | 15 anni ai lavori forzati   |
| Ernst Brennscheid   | Responsabile del reparto di controllo delle calzature | Funzionario del Ministero dell'Economia del Reich | 15 anni ai lavori forzati   |

## Esecuzione delle sentenze
Dopo che i verdetti furono pronunciati, i detenuti furono inviati al gulag di Vorkuta nel dicembre 1947 per scontare i lavori forzati. Nel corso del 1948 morirono Körner, Ficker, Fressemann e Saathoff e successivamente Kaindl. I sopravvissuti furono rilasciati nel gennaio 1956 senza l'amnistia, dopo la visita di stato di Konrad Adenauer in Unione Sovietica nel 1955: furono trasferiti nella Repubblica Federale di Germania dovevano scontare ulteriori condanne. 
Questi rimpatriati hanno dovuto rispondere di nuovo in tribunale e scontare anche pene detentive, come Sorge, Schubert, Höhn, Hempel, Baumkötter ed Eccarius. L'ex Kapo Paul Sakowski, il cosiddetto "carnefice di Sachsenhausen", fu l'unico ad essere trasferito nella DDR. Lì dovette continuare a scontare la sua pena in vari istituti penali fino al 1970.

## Valutazioni ed effetti
Il processo di Sachsenhausen, analogamente ai processi farsa sovietici, fu diretto centralmente da Mosca e servì principalmente a scopo di propaganda. Diversi imputati hanno reso ampie confessioni a sostegno dell'accusa e hanno criticato il capitale monopolistico, ritenuto responsabile dello sfruttamento del lavoro dei detenuti dei campi di concentramento. Pertanto, alcune dichiarazioni degli imputati sembravano provate agli osservatori del processo occidentale.
In contrasto con i giudizi dei tribunali militari delle zone di occupazione occidentali, le pene del processo di Sachsenhausen furono piuttosto miti, perché la pena di morte fu abolita in Unione Sovietica nel maggio 1947.

## Ulteriori processi
- Nella DDR ci furono ulteriori processi contro membri del personale del campo di concentramento di Sachsenhausen. Per esempio contro Arnold Zöllner, che nel 1966 è stato condannato all'ergastolo dal tribunale distrettuale di Rostock per le sue azioni nel campo.
- Nella Repubblica Federale di Germania sono stati condotti anche processi contro altri direttori del campo di concentramento di Sachsenhausen. Ad esempio, nei processi di Colonia negli anni '60.

## Ulteriori informazioni sul processo
- Durante il processo di Sachsenhausen, una troupe cinematografica sovietica e della Germania dell'Est ha girato un rapporto sul processo che è stato completato nel 1948.[12]
- Per commemorare il processo di Sachsenhausen, dal 1989 c'è una targa commemorativa nel municipio di Pankow; questa targa commemorativa è stata rubata nell'estate 2008, una targa commemorativa di nuova concezione è stata installata nel municipio di Pankow nel novembre 2008.[13]